# Gerrit Cornelis van Mourik
Gerrit Cornelis van Mourik (Maurik, 15 september 1900 – Beusichem, 18 februari 1976) was een Nederlands politicus.
Hij werd geboren als zoon van Jan Cornelis van Mourik (1875-1952; landbouwer) en Johanna van Ingen (1873-1944). Hij was ambtenaar ter secretarie in Lienden voor hij begin 1929 G.G. Loggers opvolgde als gemeentesecretaris van Beusichem. H.G. van Everdingen, sinds 1917 burgemeester van Beusichem, werd in april 1942 ziek en in augustus van dat jaar werd hem ontslag verleend. Vanaf april 1942 was Van Mourik waarnemend burgemeester van Beusichem en in februari 1943 werd hij benoemd tot burgemeester. In september 1944 dook hij onder maar een maand later werd hij door de Sicherheitsdienst gearresteerd. Beusichem kreeg toen een NSB-burgemeester. Van Mourik werd geïnterneerd in Kamp Amersfoort en wist daar eind februari 1945 te ontsnappen waarna hij opnieuw onderdook. Enkele maanden later werd Van Mourik weer benoemd tot burgemeester van Beusichem. In oktober 1965 ging Van Mourik met pensioen en in 1976 overleed hij op 75-jarige leeftijd.